# Brookings (South Dakota)
Brookings is een plaats (city) in de Amerikaanse staat South Dakota, en valt bestuurlijk gezien onder Brookings County.

## Demografie
Bij de volkstelling in 2000 werd het aantal inwoners vastgesteld op 18.504.
In 2006 is het aantal inwoners door het United States Census Bureau geschat op 18.802, een stijging van 298 (1,6%).

## Geografie
Volgens het United States Census Bureau beslaat de plaats een oppervlakte van
31,1 km², waarvan 30,9 km² land en 0,2 km² water. Brookings ligt op ongeveer 501 m boven zeeniveau.

## Plaatsen in de nabije omgeving
De onderstaande figuur toont nabijgelegen plaatsen in een straal van 20 km rond Brookings.